# DFB-лазер
DFB-лазер — лазер з розподіленим зворотним зв'язком (англ. Distributed feedback laser).
Розподілений зворотний зв'язок (РЗЗ) — зворотний зв'язок в деяких типах лазерів, в яких оптичний резонатор утворюється завдяки просторовій періодичній неоднорідності активного середовища (замість дзеркал). Зазвичай РЗЗ створюється за допомогою періодичної модуляції показника заломлення (або коефіцієнта підсилення) або періодичної просторової зміни перерізу оптичного хвилеводу (в тонкоплівкових лазерах).
Період просторової неоднорідності d в DFB-лазерах порівняний з довжиною хвилі випромінювання lG і задовольняє умові Брега — Вульфа:
{\displaystyle \mathbf {k} \cdot \mathbf {G} =\mathbf {G} ^{2}/2},
де {\displaystyle \mathbf {k} } — хвильовий вектор, {\displaystyle \mathbf {G} } — вектор оберненої ґратки, тобто, при умові, що розсіяна хвиля збігається за фазою з падаючою.
Для дифракційної ґратки з періодом d цю умову можна переписати у вигляді:
{\displaystyle 2d\sin \theta =n\lambda \,},
де θ — кут падіння, λ — довжина хвилі, n — ціле число, яке називається порядком дифракції. Ця ж формула справедлива для розсіювання хвиль на кристалі кубічної сингонії.
У тонкоплівкових лазерах (насамперед напівпровідникових) РЗЗ реалізується зазвичай за допомогою гофрування бічної поверхні оптичного хвилеводу. Для гофрування може бути використано, зокрема, травлення плівки через захисну маску, створену з тонкої плівки фоторезисту за допомогою засвічення інтерферуючими світловими пучками.
У тонкоплівкових лазерах РЗЗ реалізує додаткову можливість дифракційного виводу випромінювання через бічну поверхню хвилеводу. Це зменшує розходження вихідного випромінювання і знижує променеве навантаження на торцеві поверхні хвилеводу.